# 2003 au Canada
Pour un article plus général, voir Chronologie du Canada.
Cet article traite des événements qui se sont produits durant l'année 2003 au Canada.

## Événements

### Avril
- 14 avril : élection générale au Québec — le gouvernement du Parti québécois est défait par le Parti libéral et Jean Charest succède à Bernard Landry au poste de Premier ministre.

### Juin
- 3 juin : élection générale au Manitoba — le Nouveau Parti démocratique conserve sa majorité à l'Assemblée législative ; le Parti progressiste-conservateur forme l'opposition officielle.

- 9 juin : élection générale au Nouveau-Brunswick — le Parti progressiste-conservateur conserve une mince majorité à l'Assemblée législative ; le Parti libéral forme l'opposition officielle.

### Juillet
- 9 au 13 juillet : Championnats du monde d'athlétisme jeunesse au stade de l'Université de Sherbrooke à Sherbrooke
- 17 juillet : forces canadiennes en Afghanistan. L'opération Athéna qui comprend le contingent canadien à la Force internationale d'assistance et de sécurité (FIAS) débute officiellement avec le lieutenant-général, alors brigadier-général, Peter Devlin qui devient commandant de la brigade multinationale de la FIAS à Kaboul[1].

- 19 juillet : forces canadiennes en Afghanistan - Le groupement tactique formé autour du 3e bataillon du The Royal Canadian Regiment déploie à Kaboul en Afghanistan en tant que roto 0 de l'opération Athéna[1].

### Août
- 5 août : élection générale en Nouvelle-Écosse — le Parti progressiste-conservateur perd sa majorité à la Chambre d'Assemblée, mais réussit néanmoins à former un gouvernement minoritaire ; le Nouveau Parti démocratique forme l'opposition officielle.
- 23 et 24 août : Championnat du monde de Rubik's cube à Toronto

### Septembre
- 8 septembre : Vadim Schneider, acteur canadien français et Jaclyn Linetsky, actrice canadienne, trouvaient la mort dans un accident de voiture dans la ville de Montréal dans la province de Québec.

- 29 septembre : élection générale à l'Île-du-Prince-Édouard — le Parti progressiste-conservateur conserve sa majorité à l'Assemblée législative ; le Parti libéral forme l'opposition officielle.

### Octobre
- 2 octobre : élection générale en Ontario — le gouvernement progressiste-conservateur est défait par le Parti libéral et Dalton McGuinty succède à Ernie Eves au poste de Premier ministre.
- 7 au 12 octobre : Championnats du monde de cyclisme sur route à Hamilton

- 21 octobre : élection générale à Terre-Neuve-et-Labrador — le gouvernement du Parti libéral est défait par le Parti progressiste-conservateur et Danny Williams succède à Roger Grimes au poste de Premier ministre.

### Novembre
- 5 novembre : Élection générale en Saskatchewan — le Nouveau Parti démocratique conserve une mince majorité à l'Assemblée législative ; le Parti saskatchewanais forme l'opposition officielle.
- 22 novembre : Classique héritage de la LNH au Stade du Commonwealth à Edmonton

### Décembre
- 29 décembre (jusqu'au 4 janvier 2004) : Défi mondial des moins de 17 ans de hockey à Saint-Jean de Terre-Neuve

## Décès
- 31 mars : H.S.M. Coxeter, mathématicien et géomètre.
- 6 avril : Gerald Emmett Carter, archevêque de Toronto.
- 26 avril : Rosemary Brown, politicienne noire.
- 13 mai : John Savage, premier ministre de la Nouvelle-Écosse.
- 15 juin : Hume Cronyn, acteur.
- 16 juillet : Carol Shields, romancière.
- 8 septembre : Jaclyn Linetsky, actrice.
- Vadim Schneider, acteur.
- 7 octobre : Israel Asper, magnat des médias et fondateur de CWGC.
- 13 octobre : Bertram Brockhouse, physicien.
- 16 octobre : Stu Hart, catcheur.
- 23 novembre : Hugh Kenner, Professeur et critique littéraire.
- 16 décembre : Robert Stanfield, premier ministre de la Nouvelle-Écosse et chef du parti progressiste-conservateur du Canada.